# Ted Cassidy
Ted Cassidy, all'anagrafe Theodore Crawford Cassidy (Pittsburgh, 31 luglio 1932 – Los Angeles, 16 gennaio 1979), è stato un attore e doppiatore statunitense, noto per aver interpretato il personaggio di Lurch nella serie televisiva La famiglia Addams (1964-1966).
Per via della sua imponente altezza (206 centimetri) ha spesso recitato nel ruolo del gigante o della guardia del corpo. Oltre al personaggio di Lurch, il maggiordomo nella serie televisiva La famiglia Addams, per il quale ha prestato la voce anche nella serie animata del 1973, è stato, tra gli altri, la voce di Galactus nella serie animata I Fantastici Quattro (1967); di Hulk nella serie televisiva L'incredibile Hulk (1977-1982); de La Cosa nella serie animata The Fantastic Four (1978); di Godzilla nella serie animata omonima (1978-1979).

## Biografia
Ted Cassidy nacque a Pittsburgh, in Pennsylvania, il 31 luglio 1932 e crebbe però a Philippi (Virginia Occidentale), 200 chilometri a sud di Pittsburgh. La sua mole lo portò a praticare in gioventù sia la pallacanestro, come centro, sia football americano, come tackle, per la Philippi High School. Finita la scuola superiore cominciò la sua carriera accademica al West Virginia Wesleyan College, nella vicina Buckhannon, dove era anche membro della confraternita Alpha Sigma Phi. Successivamente si trasferì alla Stetson University, a DeLand, in Florida, dove conseguì la laurea in comunicazione. Attivo in campo studentesco, giocò anche una stagione per gli Hatters, chiudendo con 17 punti e 10 rimbalzi di media. Nel 1952 Ted divenne membro degli Ormond Beach, il corpo di salvataggio della Florida, e lavorò come guardiaspiaggia nelle aree di Ormond e Daytona Beach.

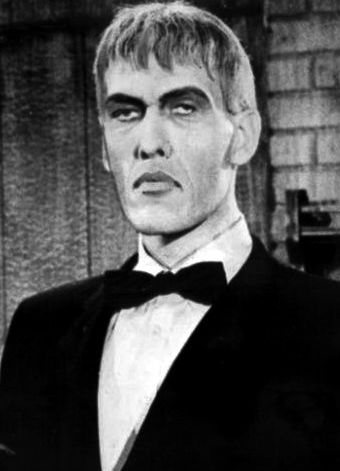
Ted Cassidy nei panni di Lurch nella serie televisiva La famiglia Addams

La sua carriera recitativa decollò durante il suo impiego part-time come disc jockey presso la rete radiofonica WFAA-AM di Dallas. Fece anche qualche apparizione occasionale sul canale televisivo della stessa emittente, WFAA-TV Channel 8, recitando la parte di Creech, una creatura dello spazio durante i segmenti Dialing for Dollars dei film pomeridiani di Ed Hogan. Musicista preparato, all'attività recitativa Cassidy accompagnava quella di organista, intrattenendo gli ospiti alla Luby's Cafeteria, nel centro commerciale di Lochwood a Dallas.
La statura inusuale, unitamente alla voce profonda e alla sua abilità di organista, insieme a un adeguato trucco scenico, lo resero particolarmente adatto al ruolo che gli avrebbe dato popolarità come attore. Impersonò infatti, nella fortunata serie televisiva La famiglia Addams, l'inquietante maggiordomo Lurch, un domestico taciturno e poco incline al sorriso che somiglia al mostro di Frankenstein cinematografico, suona il clavicembalo e risponde al gong con il celebre e cavernoso «Chiamato?» (You rang?). Il sottile humour e la profondità della voce con cui pronunciava questa frase, inizialmente improvvisata, la rendeva più un'affermazione che un interrogativo, e divenne immediatamente una hit della serie, tanto da essere regolarmente prevista nella sceneggiatura, finendo per diventare il marchio di fabbrica di Cassidy.
Nella stessa serie interpretò anche Mano (in inglese The Thing), fuorché ovviamente nelle riprese che prevedevano la contemporanea presenza dei due personaggi: in questo caso il ruolo di Mano era affidato a uno dei tecnici presenti sul set. La popolarità raggiunta dal suo personaggio nella serie La famiglia Addams, portò Cassidy a pubblicare il 45 giri The Lurch/Wesley per la Capitol Records nel 1965. The Lurch, venne scritto da Gary S. Paxton, e Wesley, venne scritto da Cliffie Stone e Scott Turner. Cassidy presentò The Lurch l'11 settembre 1965 a Shivaree! ed eseguì il brano nuovamente ad Halloween dello stesso anno a Shindig!, insieme a Boris Karloff che invece cantava Monster Mash.
Parallelamente al suo impegno con La famiglia Addams, Cassidy cominciò a doppiare regolarmente personaggi per gli studios della Hanna-Barbera, attività culminata con il doppiaggio di Frankenstein Jr. nella serie Frankenstein Jr. all'interno della serie de Gli Impossibili. Era la voce del protagonista nel cortometraggio Blaze Glory di Chuck Menville, in cui la sua voce, già profonda di suo, fu resa ulteriormente grave con un effetto riverbero, che conferiva al personaggio una sonorità sovraumana. Cassidy ha dato anche la voce a La Cosa nella serie animata The Fantastic Four del 1978. Nel 1979 erano di Cassidy i ruggiti ed i grugniti per il Godzilla che la Hanna-Barbera co-produsse con la Toho. Sua era anche la base per la voce sinistra di Black Manta, per quella di Brainiac e di tanti altri personaggi dei Superamici.

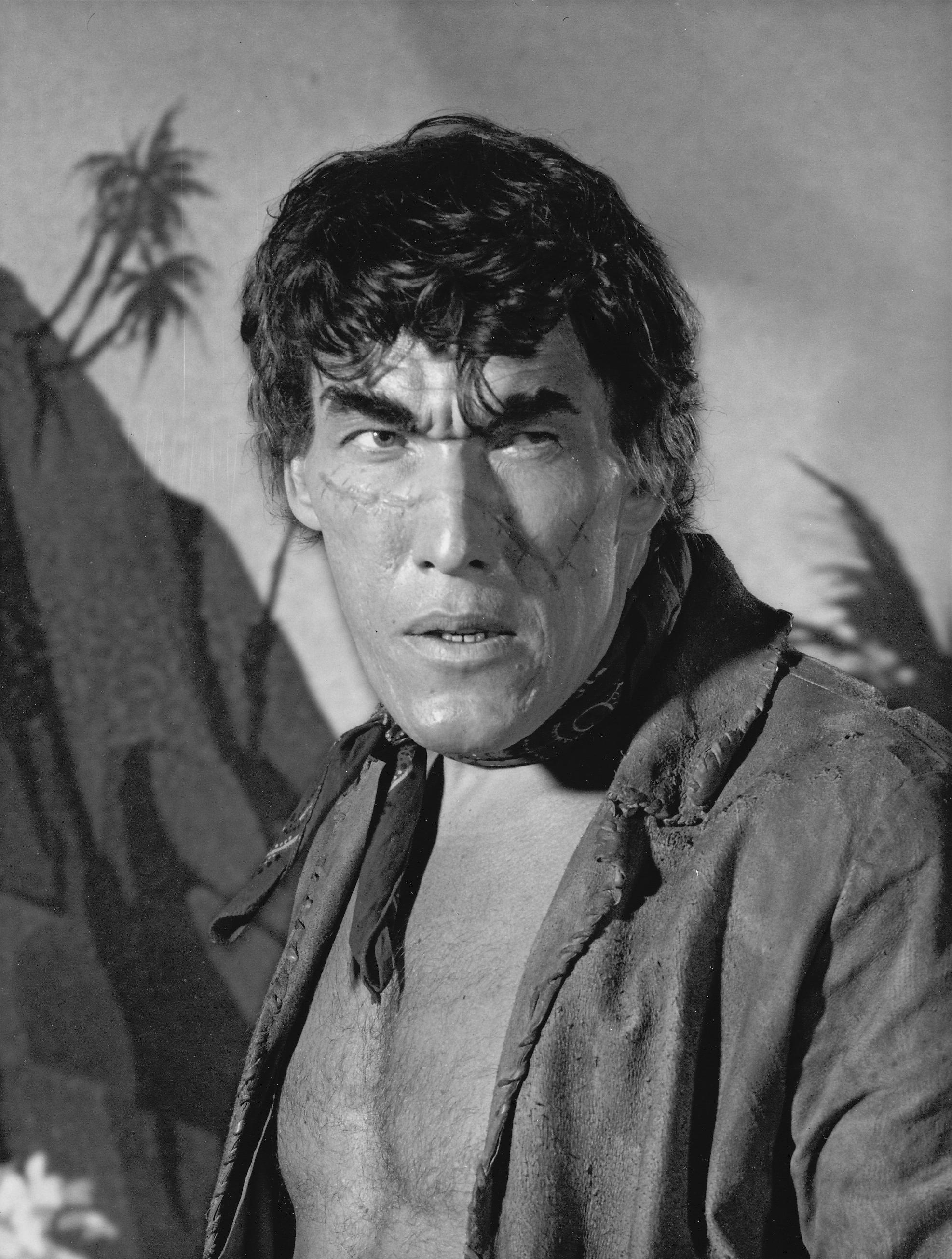
Ted Cassidy nel 1968 in una foto promozionale per la serie TV Le nuove avventure di Huckleberry Finn

Cassidy ebbe in seguito ingaggi in molte altre serie televisive e film. Era nel cast de Le nuove avventure di Huckleberry Finn della NBC, nei panni del cattivo Injun Joe, nemico giurato di Tom Sawyer e Huck. Nel 1966 apparve nell'episodio The Thief from Outer Space della seconda stagione della serie cult di fantascienza prodotta da Irwin Allen Lost in Space, inedita in Italia, dove interpreta lo schiavo di Sheik Ali ben Bad (Malachi Thorne). Sempre nel 1966 Cassidy diede la voce anche alla versione più aggressiva di Balok nell'episodio di Star Trek, L'espediente della carbonite; interpretò l'androide Ruk nell'episodio Gli androidi del dottor Korby e diede la voce al celeberrimo Gorn nell'episodio Arena. Successivamente, nei primi anni settanta Cassidy avrebbe collaborato ancora con Gene Roddenberry, il creatore di Star Trek, interpretando Isiah nei primi due episodi pilota di una serie post-apocalittica, che non vide mai la luce divenendo solo un film per la televisione, Genesis II (1973) e nel film Planet Earth (1974).
Nel 1967, nell'episodio The Napolean's Tomb Affair della serie Organizzazione U.N.C.L.E., interpretò lo scagnozzo Edgar che rapisce, tortura e tenta ripetutamente di uccidere Napoleon Solo e Illya Kuryakin. Lo stesso anno interpretò Ted, giardiniere muscoloso che piantava dalie per la signorina Drysdale, nell'episodio The Dahlia Feud della serie The Beverly Hillbillies. Nel 1968 Cassidy apparve nella serie Daniel Boone nell'episodio The Scrimshaw Ivory Chart nella parte del pirata Gentle Sam. Nello stesso anno fece numerose apparizioni anche in Strega per amore, era ad esempio il maestro della sorella di Jeannie nell'episodio in quattro parti Dov'è il genio? e il cugino di Jeannie nell'episodio Non date da mangiare agli astronauti.
Cassidy era la voce narrante all'inizio di ogni episodio de L'incredibile Hulk ed erano di Cassidy anche i ruggiti ed i grugniti di Hulk. Apparve anche nella serie L'uomo da sei milioni di dollari, nella parte di Bigfoot nell'episodio in due parti della quarta stagione Gli extraterrestri. Il personaggio era già apparso nella serie, ma era stato interpretato da André the Giant nell'episodio in due parti della terza stagione Il segreto del bigfoot. Oltre a recitare, doppiò anche gli effetti vocali del Bigfoot. Riprese poi il ruolo nella quinta e ultima stagione nell'episodio Un amico in pericolo. In alcune scene tagliate dell'episodio pilota originale di Galactica, intitolato Battaglie nella galassia, Cassidy aveva provvisoriamente doppiato l'Imperatore Cylone, prima che il contratto per il suo doppiaggio venisse firmato dall'attore Patrick Macnee.
Altre apparizioni sul grande schermo comprendono i due western Butch Cassidy di George Roy Hill (1969) e L'oro di Mackenna, oltre al musical Goin' Coconuts, Io, Beau Geste e la legione straniera, Poor Pretty Eddie, Balordi & Co. - Società per losche azioni capitale interamente rubato $ 1.000.000, Slam! Colpo forte, The Limit e Charcoal Black. Collaborò anche alla stesura della sceneggiatura di The Harrad Experiment del 1973, in cui fece anche un breve cameo.
Con il passare degli anni, Cassidy cominciò ad avere sempre maggiori problemi di salute, in gran parte a causa della sua statura. Morì il 16 gennaio 1979, a 46 anni, per le complicazioni seguite a un'operazione chirurgica a cuore aperto. Il suo corpo fu cremato e le ceneri sepolte nel giardino della sua casa a Woodland Hills, anche se l'esatta collocazione dei suoi resti rimane sconosciuta.

## Vita privata
Dopo essersi laureato in comunicazione e recitazione, nel 1956 si sposò con Margaret Helen e si trasferì con lei a Dallas, in Texas. Nel 1957 nacque il primo figlio, Sean, e nel 1960 una bambina, Cameron.
Negli ultimi anni, a causa dei suoi problemi di salute, si occupò di lui la sua collega attrice Sandra Martinez.

## Filmografia

### Attore

#### Cinema
- L'oro di Mackenna (Mackenna's Gold), regia di J. Lee Thompson (1969)
- Butch Cassidy (Butch Cassidy and the Sundance Kid), regia di George Roy Hill (1969)
- Charcoal Black, regia di Chris Robinson (1972)
- The Limit, regia di Yaphet Kotto (1972)
- The Harrad Experiment, regia di Ted Post (1973)
- Slam! Colpo forte (The Slams), regia di Jonathan Kaplan (1973)
- Catch the Black Sunshine, regia di Chris Robinson (1974)
- The Great Lester Boggs, regia di Harry Tomason (1974)
- Thunder County, regia di Chris Robinson (1974)
- Poor Pretty Eddy, regia di David Worth, Richard Robinson (1975)
- The Intruder, regia di Chris Robinson (1975)
- Balordi & Co. - Società per losche azioni capitale interamente rubato $ 1.000.000 (Harry and Walter Go to New York), regia di Mark Rydell (1976)
- The Great Balloon Race, regia di Chris Robinson (1977)
- Io, Beau Geste e la legione straniera (The Last Remake of Beau Geste), regia di Marty Feldman (1977)
- Goin' Coconuts, regia di Howard Morris (1978)
- Cowboysan, regia di Susan Oliver (1978)

#### Televisione
- La famiglia Addams (The Addams Family) - serie TV, 64 episodi (1964-1966)
- Agenzia U.N.C.L.E. (The Girl from U.N.C.L.E.) - serie TV, episodio 1x05 (1966)
- Lost in Space - serie TV, episodio 2x09 (1966)
- Batman - serie TV, episodio 2x27 (1966)
- Star Trek - serie TV, episodi 1x07 (1966)
- Organizzazione U.N.C.L.E. (The Man from U.N.C.L.E.) - serie TV, episodio 3x20 (1967)
- I Pruitts (The Phyllis Diller Show) – serie TV, episodio 1x21 (1967)
- The Monroes - serie TV, episodio 1x22 (1967)
- Laredo - serie TV, episodio 2x22 (1967)
- The Beverly Hillbillies - serie TV, episodio 5x30 (1967)
- Mr. Terrific - serie TV, episodio 1x16 (1967)
- Insight - serie TV, episodio 1x192 (1967)
- Daniel Boone - serie TV, episodio 4x15 (1968)
- Strega per amore (I Dream of Jeannie) - serie TV, episodi 3x18-3x20 (1968)
- Tarzan – serie TV, episodio 2x21 (1968)
- Mannix - serie TV, episodio 2x21 (1968)
- Le nuove avventure di Huckleberry Finn (The New Adventures of Huckleberry Finn) - serie TV, 20 episodi (1968-1969)
- Bonanza - serie TV, episodio 11x24 (1970)
- Ironside - serie TV, episodio 6x11 (1972)
- Banacek - serie TV, episodio 1x06 (1972)
- Hec Ramsey - serie TV, episodio 1x04 (1973)
- Genesis II, regia di John Llewellyn Moxey - film TV (1973)
- Pianeta Terra, regia di Marc Danniels - film TV (1973)
- La donna bionica (The Bionic Woman) - serie TV, episodio 2x01 (1976)
- L'uomo da sei milioni di dollari (The Six Million Dollar Man) - serie TV, episodi 4x01-5x05 (1976-1977)
- Benny and Barney: Las Vegas Undercover, regia di Ron Satlof - film TV (1977)
- Halloween con la famiglia Addams (Halloween with the New Addams Family), regia di Dennis Steinmetz - film TV (1977)
- Sugar Time (Sugar Time!) - serie TV, episodio 1x06 (1978)
- L'uomo di Atlantide (Man from Atlantis) - serie TV, episodio 1x14 (1978)
- Chico - serie TV, episodio 4x20 (1978)
- I grandi eroi della Bibbia (Greatest Heroes of the Bible) - serie TV, episodio 1x01 (1978)

### Doppiatore

#### Cinema
- Marte distruggerà la Terra (The Angry Red Planet), regia di Ib Melchior (1960) - Marziano
- Blaze Glory, regia di Len Janson e Chuck Menville - cortometraggio (1969) - Voci

#### Televisione
- The Atom Ant Show - serie animata, 26 episodi (1965-1966) - Annunciatore
- Frankenstein Jr. (Frankenstein, Jr. and the Impossibles) - serie animata, 18 episodi (1966-1967) - Frankenstein, Jr.
- Star Trek - serie TV, episodi 1x10-1x18 (1966-1967) - Manichino di Balok, Gorn
- Space Ghost e Dino Boy (Space Ghost) - serie animata, episodi 1x03-1x19-1x20 (1966-1968) - Metallus, Moltar
- Jack and the Beanstalk, regia di Gene Kelly - film TV (1967) - Il gigante
- Birdman - serie animata (1967) - Meteor Man
- Super President - serie animata (1967) - Spy Shadow
- I Fantastici Quattro (Fantastic 4) - serie animata, episodio 1x15 (1967) - Galactus
- Le nuove avventure di Huckleberry Finn (The New Adventures of Huckleberry Finn) - serie TV, 20 episodi (1968-1969) - vari personaggi
- McDonaldland - serie TV, 5 episodi (1971-1976) - Ufficiale Big Mac
- Speciale Scooby (The New Scooby-Doo Movies) - serie animata, episodio 1x03 (1972) - Lurch
- La famiglia Addams (The Addams Family) - serie animata, 16 episodi (1973) - Lurch
- Tarzan, signore della giungla (Tarzan, Lord of the Jungle) - serie animata, 36 episodi (1976-1979) - Phobeg
- Space Sentinels - serie animata, episodio 1x03 (1977) - Agente Kronos
- The All-New Super Friends Hour - serie animata, episodi 1x01-1x04 (1977) - Crag
- Flintstones Little Big League, regia di Jameson Brewer - film TV (1978) - Ufficiale di polizia
- Dr. Strange, regia di Philip DeGuere Jr. - film TV (1978) - Demon Balzaroth
- Attenti a Luni (Fangface) - serie animata, episodi 1x01-1x07 (1978)
- La corsa spaziale di Yoghi (Yogi's Space Race) - serie animata, 13 episodi (1978)
- Jana della giungla (Jana of the Jungle) - serie animata, 13 episodi (1978) - Montaro
- The Fantastic Four - serie animata, 13 episodi (1978) - La Cosa
- Challenge of the Superfriends - serie animata, 16 episodi (1978) - Black Manta, Brainiac e altri
- Dinky Dog - serie animata, 16 episodi (1978)
- Godzilla - serie animata, 26 episodi (1978-1979) - Godzilla
- The Plastic Man Comedy/Adventure Show - serie animata (1979)
- The Flintstones Meet Rockula and Frankenstone, regia di Ray Patterson (animatore) - film TV (1979) - Frankenstone
- Captain Caveman and the Teen Angels - serie animata, 39 episodi (1977-1980) - varie voci
- L'incredibile Hulk (The Incredible Hulk) - serie TV, 76 episodi (1977-1982) - Narratore, Hulk
- Flash Gordon: The Greatest Adventure of All, regia di Samuel A. Peeples e Alex Raymond - film TV (1982) - Thun

### Sceneggiatore
- The Harrad Experiment, regia di Ted Post (1973)
- Catch the Black Sunshine, regia di Chris Robinson (1974)
- Il grande ruggito (Roar), regia di Noel Marshall (1981)

## Discografia

### Singoli
- 1965 - The Lurch/Wesley

### Audiolibri
- Treasure Island Starring Sinbad Jr. (con Tim Mathieson, Mel Blanc e Warren Tufts)

## Riconoscimenti
- TV Land Awards
  - 2004 - Candidatura al miglior maggiordomo televisivo per La famiglia Addams

## Doppiatori italiani
- Glauco Onorato ne L'oro di Mackenna
- Dario De Grassi ne Le nuove avventure di Huckleberry Finn[1]
- Marcello Prando ne La famiglia Addams

Da doppiatore è sostituito da:
- Germano Longo ne La famiglia Addams
- Renzo Stacchi in Frankenstein Jr.